# Lasagne

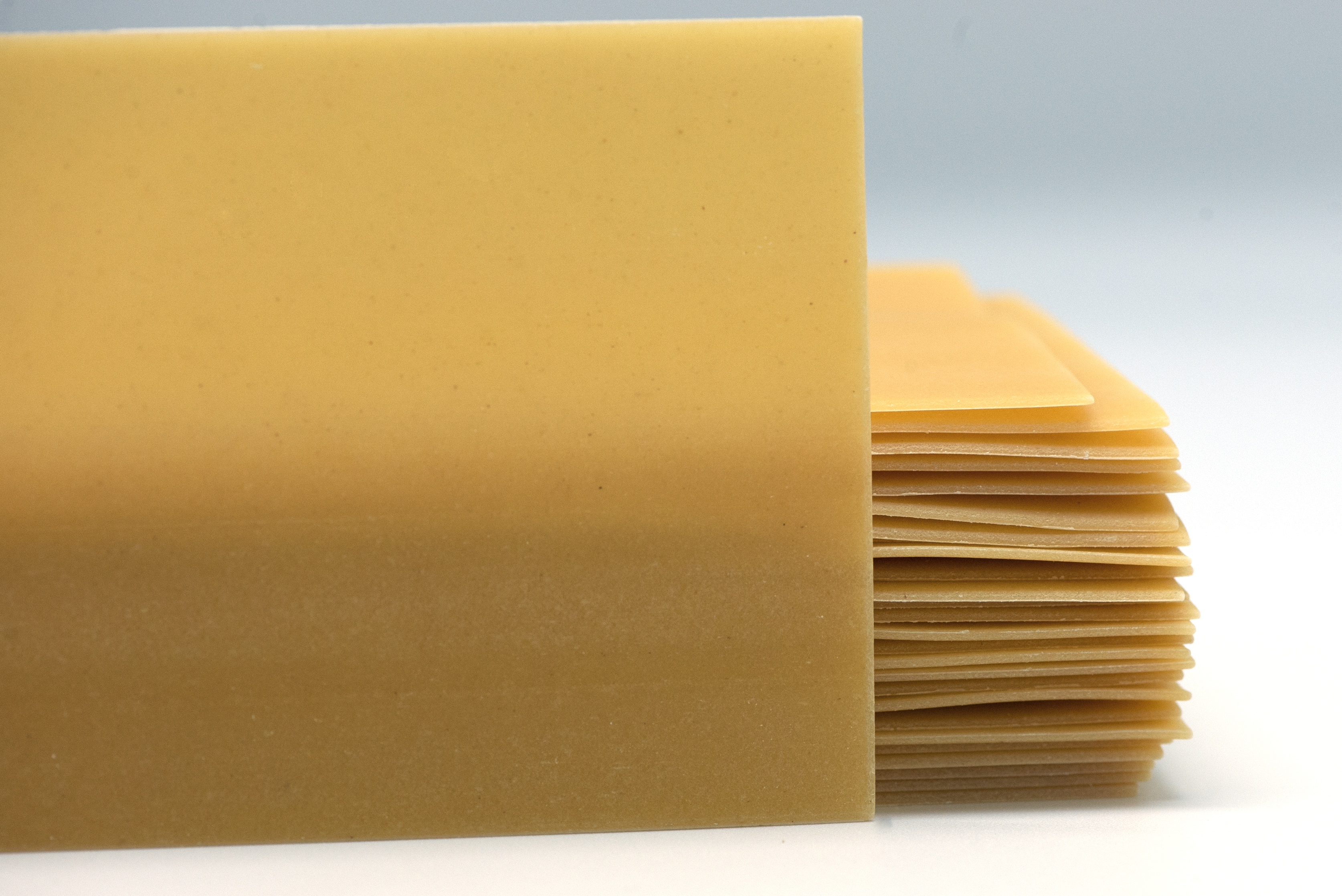
Lasagne-Blätter

Als Lasagne (IPA: [laˈzanjə], anhörenⓘ), Plural Lasagnen, werden sowohl besonders breite Bandnudeln als auch der mehrere Teigschichten (Nudelblätter) beinhaltende Gratin bezeichnet.

## Etymologie
Die Römer nutzten in der Antike eine im Mittelmeerraum verbreitete Technik, flache Teigblätter herzustellen, die dann zu Streifen weiterverarbeitet und gekocht wurden. Diese Blätter wurden lagana genannt, worauf sich das heutige lasagna zurückführen lässt.
Eine weitere Möglichkeit besteht in der Herleitung über altgriechisch τὰ λάσανα tà lásana, das einen Rost für Töpfe oder Bratpfannen bezeichnet. Dieses Wort wurde von den Römern als lasanum in der Bedeutung „Kochtopf“ übernommen. Die Italiener verwendeten das Wort, um sich auf das Gefäß zu beziehen, in dem zubereitet wurde, was als Lasagne bekannt ist – so bezeichnet die Vokabel lasagna das Gericht selbst.

## Nudelform
Als Lasagne wird eine sehr breite Art der Bandnudel bezeichnet, die ähnlich wie Cannelloni zubereitet wird. Ein Gericht aus breiten Bandnudeln, die gekocht in Butter geschwenkt und à part mit geriebenem Parmesan und Hackfleischsoße serviert werden, trägt in der Küchensprache den Namen Lasagne alla bolognese.

## Auflauf

### Geschichte

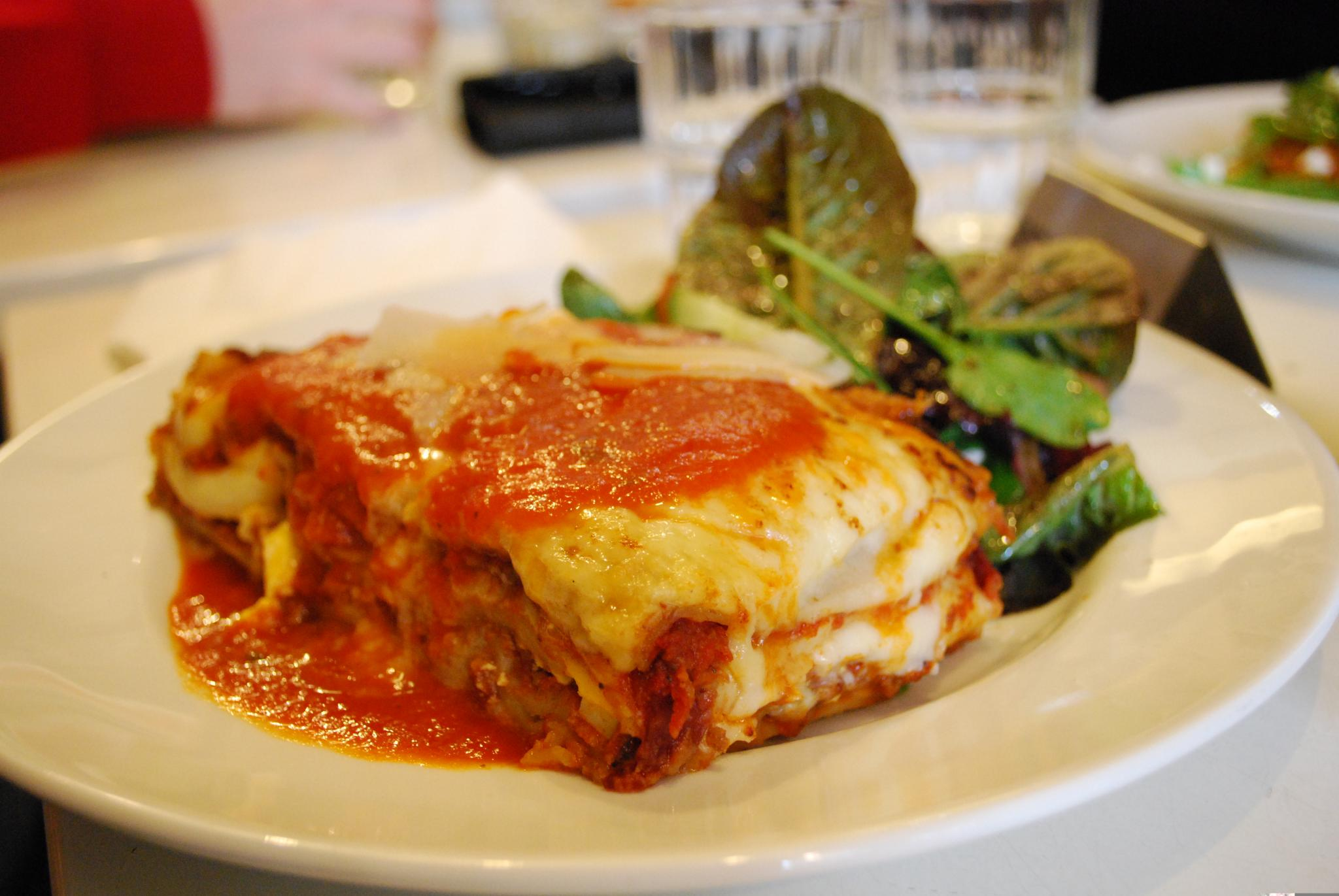
Lasagne als Gericht

Die Zubereitung von Gerichten aus großen Teigfladen hat eine Geschichte, die lückenlos bis in die Antike zurückreicht. In einem Traktat des Apicius (4. Jahrhundert n. Chr.) sind zwei derartige Rezepte bezeugt. Es sind eher die ausgeformten Nudeln wie Vermicelli oder Tortellini, deren Herkunft ungewisser ist und die vermutlich erst später entwickelt wurden. In mittelalterlichen Kochbüchern sind auch Varianten mit Fladen aus Hefeteig überliefert, die in Brühe oder Mandelmilch gekocht wurden.
Im Forme of Cury, einer Rezeptesammlung der Köche am Hof von König Richard II. von England aus dem 14. Jahrhundert, wird das Gericht „loseyns“ (ausgesprochen „lasan“) beschrieben, das ebenfalls geschichtete und mit Käse überbackene Nudelplatten beinhaltet.

### Varianten

#### Lasagne pasticciate und Lasagne alla casalinga
Aus Bologna stammt die Lasagne pasticciate oder Lasagne alla casalinga, kurz Pasticcio, die in Deutschland eher als Lasagne al forno bekannt ist. Das Gericht besteht aus mehreren abwechselnden Schichten von Nudelplatten, Ragù alla bolognese, Béchamelsauce und geriebenem Parmesan und wird im Ofen gebacken.

#### Vincisgrassi
Diese Spezialität aus den Marken ist nach dem österreichischen Feldmarschall Alfred I. zu Windisch-Graetz benannt – Vincisgrassi ist eine Verballhornung dieses Namens. Es handelt sich um einen Auflauf, der aus mehreren sich abwechselnden Schichten von Nudelplatten, einer Sauce aus Kalbfleisch, Kalbshirn oder Kalbsbries, Kalbs- oder ersatzweise Geflügelleber, Wein und Tomate, einer Béchamelsauce sowie geriebenem Parmesan besteht. Die Besonderheit dieser Zubereitung liegt zum einen in dem mit Dessertwein zubereiteten Nudelteig, zum anderen in der mit wenig Zimt abgeschmeckten Fleischsauce.

#### Weitere Varianten

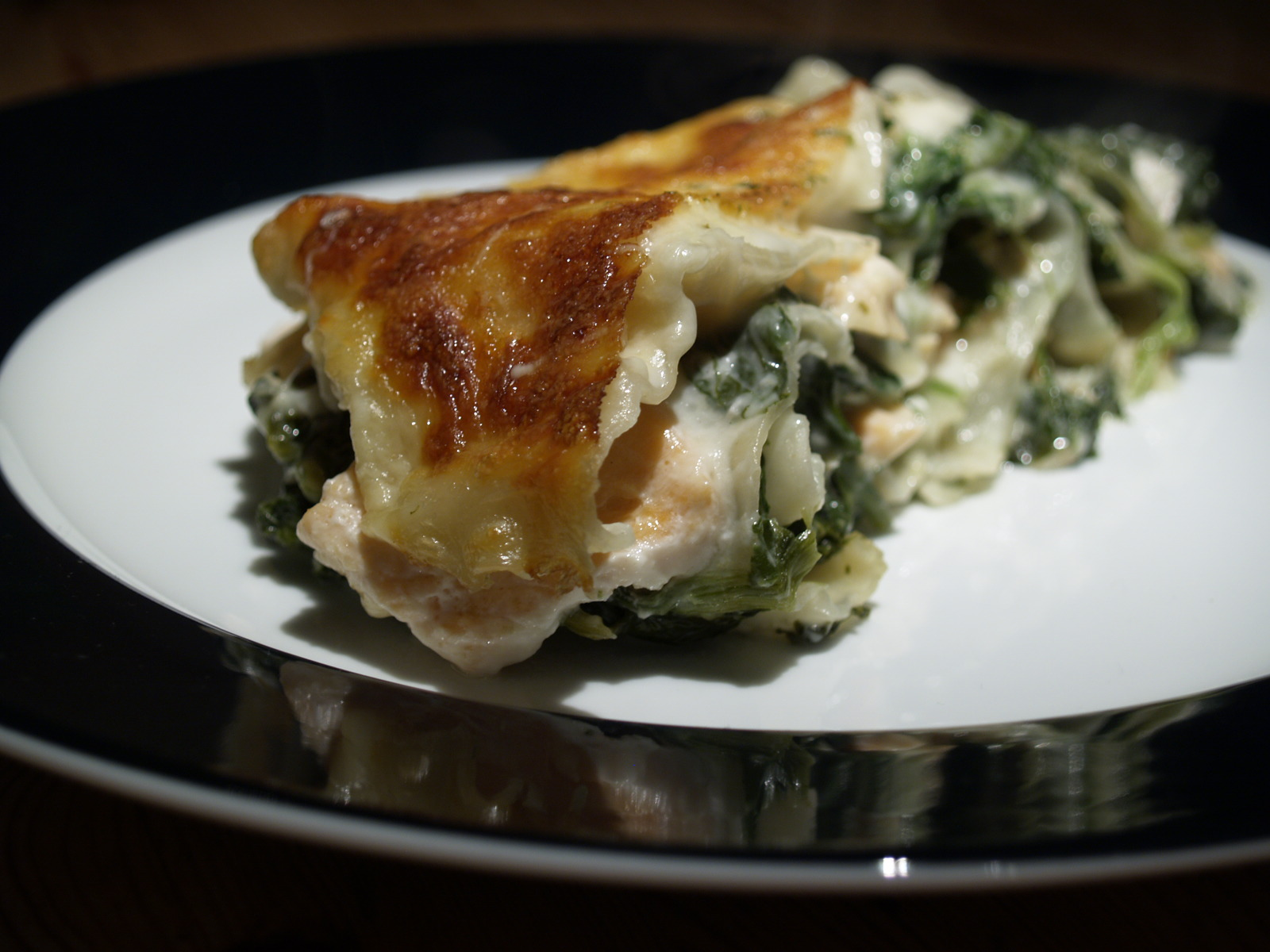
Lachs-Spinat-Variante

In der modernen Küche finden sich Zubereitungen mit Fisch oder Meeresfrüchten sowie vegetarische und vegane Varianten. Lasagne wird auch als Fertiggericht in gekühlter oder tiefgefrorener Form angeboten.

## Sonstiges
Lasagne ist das Leibgericht des 1978 von Jim Davis erschaffenen Comic-Katers Garfield.